# Serra d'Aralar
Aralar és una serra situada entre Guipúscoa i Navarra, que fa 30 quilòmetres de llarg d'est a oest i 12 quilòmetres d'ample de nord a sud. La part guipuscoana, que ocupa un terç de la serra, va ser declarada parc natural el 1994.
El cim més alt és l'Intzako Dorrea (la Torre d'Intza) o Irumugarrieta, al costat navarrès i a 1.431 metres sobre el nivell del mar, però la muntanya més coneguda és el Larrunarri o Txindoki, a l'extrem oest i en territori guipuscoà.
La serra està formada majoritàriament per roca calcària, d'edat juràssica i cretàcica i d'origen marí. En aquests materials calcaris s'han desenvolupat nombrosos fenòmens càrstics, amb 850 cavitats explorades, entre les quals destaca la cova d'Ormazarreta II per la seva longitud (6.815 metres) i profunditat (576 metres). A la superfície hi ha nombroses dolines i rasclers a les zones on el bosc no cobreix les roques.
La vegetació principal és la fageda, amb alguns teixos i grèvols escampats. En algunes zones baixes costat nord s'hi fan rouredes de roure pènol i en replans calcaris del peu del vessant sud s'hi troben alguns alzinars. A la vora dels rius, s'hi fan freixenedes i omedes. Les zones altes són ocupades per pastures d'origen antròpic, emprades sobretot pel bestiar oví, però també pel boví i equí. Aquesta deforestació per formar prats durant els darrers 4.000 anys ha portat a la pèrdua de sòls i a fer que en molts llocs dels cims aflori la roca nua.
Escampats per la serra hi ha una setantena de dólmens i altres monuments megalítics, que formen un dels conjunts megalítics més importants d'Euskal Herria.
El santuari de Done Mikel Aralarkoa (Sant Miquel d'Aralar) és un important edifici romànic esmentat per primer cop al segle xi tot i que dos segles abans hi havia hagut al mateix lloc un temple d'estil carolingi. Té un retaule romànic famós per la qualitat de la decoració esmaltada, i un reliquiari del segle xviii de plata daurada, amb la imatge de l'àngel sant Miquel, que cada any surt en peregrinació per ser venerat en diferents pobles de Navarra i el País Basc.